# 伊藤和雄
伊藤 和雄（いとう かずお、1989年12月13日 - ）は、埼玉県比企郡小川町出身の元プロ野球選手（投手）。

## 経歴

### プロ入り前
小川東中学校時代に野球をスタート。当初は控えの二塁手であった。埼玉県立坂戸西高等学校への入学後に投手へ転向すると、2年時の秋からエースの座を確保したが、在学中には全国大会と無縁であった。卒業後に高校からグラウンドが程近い東京国際大学へ進学。広島東洋カープの監督時代に日本シリーズ制覇を3度経験した古葉竹識が監督へ就任したばかりの硬式野球部で、1年時の春から東京新大学野球のリーグ戦に登板した。エースとして臨んだ4年時（2011年）の春季リーグ戦では、3完封を含む7勝を挙げて、チーム史上初の優勝に貢献。自身もMVPとベストナインを獲得した。また、大学として初出場した大学選手権ではベスト4進出に貢献した。リーグ通算43試合16勝6敗、防御率1.61。
2011年NPBドラフト会議の前には、東京ヤクルトスワローズをはじめ、複数の球団が上位指名候補に挙げていることが報じられた。実際には、阪神タイガースから4巡目で指名。東京国際大学の出身者としては初めての指名で、契約金4000万円、年俸800万円（金額は推定）という条件で入団した。入団当初の背番号は17。

### プロ入り後
2012年には、同姓・同年齢・同期入団の伊藤隼太と共に、新人ながら一軍キャンプに参加。しかし、キャンプ終盤に右肩関節の周囲炎を発症したため、公式戦の開幕を二軍で迎えた。10月3日の対中日ドラゴンズ戦（ナゴヤドーム）で、先発投手として一軍公式戦へのデビューを果たしたものの、一軍公式戦への登板はこの1試合だけにとどまった。
2013年には、2年連続で一軍キャンプに参加。2013ワールド・ベースボール・クラシック（WBC）開幕直前の2月26日に京セラドーム大阪で開かれたWBC日本代表との強化試合では、救援登板の2イニングで日本代表打線を完全に抑えたことから、非公式記録ながらセーブポイントを獲得した。しかし、後に右肘を故障したため、シーズン中は二軍生活に終始。ウエスタン・リーグでも、公式戦12試合の登板で、1勝1敗、防御率11.57に終わった。シーズン終了後の11月11日には、育成選手として契約を更改。背番号も117に変更した。当時ゼネラルマネジャーだった中村勝広からは、「正直なところ、大学出身の投手で、ファームでの防御率（が11点台に終わったこと）は物足りない。ただ、（本来の）力はこんなもんじゃない。もう1回（支配下登録まで）はい上がってきて欲しい」という言葉で奮起を促されていた。
2014年には、育成選手ながら、オープン戦の途中から2シーズンぶりに一軍へ合流。通算3試合（4イニング）の登板で8奪三振・自責点0という好成績を残したことを背景に、公式戦の開幕直前から「支配下登録選手へ復帰 → 先発要員として一軍に登録」という青写真が報じられるようになった。3月下旬に右肩の違和感を訴えたことから、公式戦開幕時点での復帰は見送られたものの、4月11日に支配下登録選手への復帰と背番号92への変更が発表。復帰後は救援で一軍公式戦6試合に登板したが、5月6日以降は一軍から遠ざかった。
2015年には、春季キャンプ直前の1月28日に結婚を発表。しかし、左脇腹などを痛めた影響で一軍公式戦への登板機会はなく、ウエスタン・リーグ公式戦でも3試合の登板にとどまった。
2016年には、一軍公式戦5試合に登板。勝敗は付かなかったものの、防御率2.45を記録した。
2017年には、一軍公式戦9試合に登板したが、防御率は4.26と前年から悪化。ウエスタン・リーグ公式戦では、主に中継ぎで39試合に登板すると、2勝2敗ながら防御率1.05という好成績を残した。シーズン終了後にはみやざきフェニックス・リーグに参加。
2018年には、二軍監督へ就任した矢野燿大の方針で、二軍のクローザーに抜擢。ウエスタン・リーグ公式戦36試合の登板で、1勝2敗20セーブ、防御率1.26を記録した末に、リーグの最多セーブ賞を受賞した。一軍公式戦でも中継ぎで14試合に登板したが、0勝1敗、防御率5.48という成績にとどまった。
2019年には、一軍の春季キャンプへ参加すると、実戦での救援登板で相次いで好投。一軍監督へ異動した矢野からは、中継ぎ要員としての一軍定着を期待されていた。しかし、キャンプ最終日の2月27日に腰の張りを訴えると、オープン戦以降は実戦から離脱。公式戦開幕直後の4月中旬に、腰椎椎間板摘出術を受けた。手術後はリハビリを経て、レギュラーシーズン終盤の9月中旬から実戦に復帰したものの、一軍公式戦への登板までには至らなかった。シーズン終了後の11月20日に、推定年俸750万円（前年から100万円減）という条件で契約を更改。
2020年には、前年に続いて、春季キャンプを一軍でスタート。右ふくらはぎの筋挫傷で途中離脱を余儀なくされたが、レギュラーシーズン開幕直前の6月14日に組まれたオリックス・バファローズとの練習試合（京セラドーム大阪）で、前年2月のオープン戦以来1年4か月ぶりに一軍での実戦登板を果たした。開幕一軍入りこそ逃したものの、開幕8日後の6月27日には、出場選手登録を経て、横浜スタジアムでの対横浜DeNAベイスターズ戦8回裏に一軍公式戦へ2年ぶりに登板。1点ビハインドからの救援登板を三者凡退に抑えると、9回表二死からジェリー・サンズが来日初本塁打（3点本塁打）を放った末にチームが逆転勝利を収めたため、プロ入り9年目にして一軍公式戦での初勝利を挙げた。一軍公式戦での白星はこの1勝だけにとどまったが、シーズン全体では自己最多の15試合に登板したほか、チームのレギュラーシーズン最終戦であった11月11日の対DeNA戦（甲子園）でプロ入り後初めてホールドを記録。シーズン終了後の11月27日に、推定年俸800万円（前年から50万円増）という条件で契約を更改した。この年には同期入団組で唯一のチームメイトだった伊藤隼太外野手が戦力外通告を経て退団したため、2011年ドラフト会議での指名を経て阪神へ入団した選手のうち、入団以来一貫して阪神で現役生活を続けている選手は伊藤和雄だけになった。
2021年10月5日、球団から翌年の契約をしないことが伝えられ、12月23日に現役引退を表明した。

### 引退後
引退後は球団職員として事業本部振興部へ移り、1月より同課が運営する「タイガースアカデミー ベースボールスクール」の専属コーチに就任することが発表された。

## 選手としての特徴
本来は、力み無く球持ち良い腕の振りから投げ下ろす最速150km/hのストレートが武器。スライダー・フォーク・チェンジアップなど縦の変化球のキレも良く、外角低めへきっちり投げ込める制球力とスタミナも合わせ持つ。
右肘を痛めた2013年には、ストレートが最速でも140km/hを下回るほど投球フォームを崩したため、阪神への入団2年目にして育成選手契約への移行を余儀なくされた。このため、2014年には、当時の二軍投手コーチ・久保康生の指導でフォーム改造に着手。その結果、オープン戦序盤の時点で、ストレートは最速で147km/hにまで回復した。

## 詳細情報

### 年度別投手成績
| 年 度     | 球 団     | 登 板 | 先 発 | 完 投 | 完 封 | 無 四 球 | 勝 利 | 敗 戦 | セ 丨 ブ | ホ 丨 ル ド | 勝 率 | 打 者 | 投 球 回 | 被 安 打 | 被 本 塁 打 | 与 四 球 | 敬 遠 | 与 死 球 | 奪 三 振 | 暴 投 | ボ 丨 ク | 失 点 | 自 責 点 | 防 御 率 | W H I P |
| --------- | --------- | ----- | ----- | ----- | ----- | -------- | ----- | ----- | -------- | ----------- | ----- | ----- | -------- | -------- | ----------- | -------- | ----- | -------- | -------- | ----- | -------- | ----- | -------- | -------- | ------- |
| 2012      | 阪神      | 1     | 1     | 0     | 0     | 0        | 0     | 1     | 0        | 0           | .000  | 22    | 4.0      | 7        | 0           | 3        | 0     | 0        | 2        | 0     | 0        | 4     | 3        | 6.75     | 2.50    |
| 2014      | 阪神      | 6     | 0     | 0     | 0     | 0        | 0     | 0     | 0        | 0           | ----  | 45    | 10.0     | 8        | 1           | 8        | 0     | 0        | 11       | 0     | 0        | 7     | 7        | 6.30     | 1.60    |
| 2016      | 阪神      | 5     | 0     | 0     | 0     | 0        | 0     | 0     | 0        | 0           | ----  | 33    | 7.1      | 9        | 0           | 3        | 0     | 0        | 9        | 2     | 0        | 4     | 2        | 2.45     | 1.64    |
| 2017      | 阪神      | 9     | 0     | 0     | 0     | 0        | 0     | 0     | 0        | 0           | ----  | 55    | 12.2     | 13       | 1           | 4        | 0     | 1        | 10       | 1     | 0        | 7     | 6        | 4.26     | 1.34    |
| 2018      | 阪神      | 14    | 0     | 0     | 0     | 0        | 0     | 1     | 0        | 0           | .000  | 92    | 21.1     | 15       | 1           | 10       | 1     | 1        | 25       | 2     | 0        | 14    | 13       | 5.48     | 1.17    |
| 2020      | 阪神      | 15    | 0     | 0     | 0     | 0        | 1     | 1     | 0        | 1           | .500  | 74    | 15.1     | 8        | 0           | 20       | 3     | 0        | 15       | 1     | 0        | 7     | 6        | 3.52     | 1.83    |
| 通算：6年 | 通算：6年 | 50    | 1     | 0     | 0     | 0        | 1     | 3     | 0        | 1           | .250  | 321   | 70.2     | 60       | 3           | 48       | 4     | 2        | 72       | 6     | 0        | 43    | 37       | 4.71     | 1.53    |

- 2021年度シーズン終了時

### 年度別守備成績
| 年 度 | 球 団 | 投手  | 投手  | 投手  | 投手  | 投手  | 投手     |
| 年 度 | 球 団 | 試 合 | 刺 殺 | 補 殺 | 失 策 | 併 殺 | 守 備 率 |
| ----- | ----- | ----- | ----- | ----- | ----- | ----- | -------- |
| 2012  | 阪神  | 1     | 0     | 0     | 0     | 0     | ----     |
| 2014  | 阪神  | 6     | 0     | 1     | 0     | 0     | 1.000    |
| 2016  | 阪神  | 5     | 0     | 0     | 0     | 0     | ----     |
| 2017  | 阪神  | 9     | 2     | 2     | 0     | 0     | 1.000    |
| 2018  | 阪神  | 14    | 3     | 1     | 0     | 0     | 1.000    |
| 2020  | 阪神  | 15    | 0     | 1     | 0     | 0     | 1.000    |
| 通算  | 通算  | 50    | 5     | 5     | 0     | 0     | 1.000    |

- 2021年度シーズン終了時

### 記録
初記録
- 初登板・初先発登板：2012年10月3日、対中日ドラゴンズ24回戦（ナゴヤドーム）、4回4失点で敗戦投手
- 初奪三振：同上、3回裏に谷繁元信から空振り三振
- 初勝利：2020年6月27日、対横浜DeNAベイスターズ2回戦（横浜スタジアム）、8回裏に6番手で救援登板、1回無失点
- 初ホールド：2020年11月11日、対横浜DeNAベイスターズ24回戦（阪神甲子園球場）、7回表に3番手で救援登板、1回無失点

### 背番号
- 17（2012年 - 2013年）
- 117（2014年 - 同年4月10日）
- 92（2014年4月11日 - 2021年）

### 登場曲
- 「カーニバル」ケツメイシ（2012年）
- 「Live While We're Young」One Direction（2013年）
- 「LIFE IS A PARTY」FUNKY MONKEY BABYS（2014年）
- 「告白」FUNKY MONKEY BABYS（2015年 - 2016年）
- 「いい感じ」ケツメイシ（2017年）
- 「Feel Your Breeze」V6（2018年 - 2019年）
- 「風の日」ELLEGARDEN（2020年 - 2021年）